# Magisches Sechseck

Magisches Sechseck

Ein magisches Sechseck ist eine sechseckige Anordnung von Zahlen, bei der die Summen aller Reihen in den drei Richtungen jeweils den gleichen Wert ergeben. Insbesondere geht es darum, analog zum magischen Quadrat die ganzen Zahlen, beginnend ab 1, so in dem Sechseck anzuordnen, dass die Summen aller Reihen gleich sind. Abgesehen vom trivialen Fall {\displaystyle n=1}, in dem das Sechseck nur aus einer Zahl besteht, ist dies nur bei der Seitenlänge {\displaystyle n=3} möglich.

## Aufgabenstellung
Ein magisches Sechseck mit der Ordnung {\displaystyle n} („Seitenlänge“) enthält {\displaystyle H=3n^{2}-3n+1} Zahlen und je Richtung {\displaystyle r=2n-1} Reihen. Die Anzahl der Zahlen in einem magisches Sechseck der Ordnung {\displaystyle n} ist gleich der {\displaystyle n}-ten zentrierten Sechseckszahl. Die identische Summe jeder Reihe wird im Kontext des magischen Sechsecks auch magische Zahl {\displaystyle M} genannt. Für die unbekannten Zahlen des Sechsecks und die magische Zahl kann damit ein lineares Gleichungssystem aufgestellt werden. Lässt man beliebige ganze Zahlen als Lösung zu, ist das Gleichungssystem immer lösbar, aber nicht eindeutig.
Als Einschränkung wird gefordert, dass die Lösungszahlen aufeinanderfolgende ganze Zahlen sind. Insbesondere wird eine Lösung mit den natürlichen Zahlen ab 1 gesucht. Lösungen, die durch Drehungen und Spiegelungen des Sechsecks ineinander überführt werden können, werden dabei als eine Lösung gezählt.

## Lösung mit den natürlichen Zahlen ab 1
Eine Lösung, bei der die ganzen Zahlen von 1 bis {\displaystyle 3n^{2}-3n+1} in dem Sechseck angeordnet werden, existiert nur für den trivialen Fall {\displaystyle n=1} und für {\displaystyle n=3}. Im zweiten Fall hat das Sechseck {\displaystyle H=19} Felder und die Summe der Zahlen in jeder Reihe ist {\displaystyle M=38}. Hierfür gibt es genau eine Lösung, die seit Ende des 19. Jahrhunderts mehrfach gefunden wurde.
Um herzuleiten, für welche {\displaystyle n} Lösungen existieren, wird zunächst die Summe {\displaystyle S} aller Zahlen des Sechsecks, d. h. der Zahlen von 1 bis {\displaystyle H}, berechnet. Mit {\displaystyle H=3n^{2}-3n+1={\tfrac {1}{4}}(3r^{2}+1)} erhält man:
{\displaystyle S={\frac {1}{2}}H(H+1)={\frac {1}{32}}(9r^{4}+18r^{2}+5).}
Die Summe der Zahlen in einer Reihe ergibt sich, indem man diese Gesamtsumme durch die Anzahl der Reihen teilt:
{\displaystyle M=S/r={\frac {1}{32}}(9r^{3}+18r+5/r).}
Wird diese Gleichung mit 32 multipliziert:
{\displaystyle 32M=9r^{3}+18r+5/r,}
steht links eine ganze Zahl. Damit auch die rechte Seite ganzzahlig ist, muss {\displaystyle {\tfrac {5}{r}}={\tfrac {5}{2n-1}}} ganzzahlig sein. Dies ist nur für {\displaystyle n\geq 1} nur bei {\displaystyle n=1} oder {\displaystyle n=3} möglich.

## Lösung mit aufeinanderfolgenden ganzen Zahlen
Lässt man beliebige aufeinanderfolgende ganze Lösungszahlen zu, gibt es für {\displaystyle n\geq 3} generell weitere Lösungen. Für die Summe {\displaystyle M=0} muss man den Zahlenbereich von {\displaystyle -(3n^{2}-3n)/2} bis {\displaystyle (3n^{2}-3n)/2} verwenden. Für andere Summen ergeben sich mit der Abweichung {\displaystyle i} die folgenden Zahlenbereiche:
| kleinste Zahl: | {\displaystyle i(2n-1)-(3n^{2}-3n)/2=ir-(H-1)/2} |
| größte Zahl:   | {\displaystyle i(2n-1)+(3n^{2}-3n)/2=ir+(H-1)/2} |
| Summe:         | {\displaystyle i(3n^{2}-3n+1)=iH}                |

Eine Formel, die für jedes {\displaystyle n} das größte und kleinste {\displaystyle i} abgibt, für das eine Lösung existiert, ist bisher nicht bekannt.
Im Fall {\displaystyle n=2} gibt es keine Lösung.
Die in obigem Bild dargestellte Lösung für {\displaystyle n=3} entspricht dem Wert {\displaystyle i=2}. Außerdem gibt es bei {\displaystyle n=3} für diese Zahlenbereiche Lösungen:
- 001 bis 19 mit der Summe 038: 01 Lösung
- 0−4 bis 14 mit der Summe 019: 36 Lösungen
- 0−9 bis 09 mit der Summe  000: 26 Lösungen; davon lassen sich 14 Lösungen durch komplette Vorzeichenänderung ineinander überführen; bei den restlichen 12 entspricht eine komplette Vorzeichenänderung einer Drehung um 180 Grad. Daraus ergeben sich 12+7*2(=26) Lösungen.
- −14 bis 04 mit der Summe −19: 36 Lösungen (alle Vorzeichen gegenüber Lösung mit Summe 19 geändert)
- −19 bis  −1 mit der Summe −38: 01 Lösung (alle Vorzeichen gegenüber Lösung mit Summe 38 geändert)

### Magische Sechsecke der Ordnungen 4 und 5
Obwohl es keine normalen magischen Sechsecke mit einer Ordnung größer als 3 gibt, existieren einige anormale. Anormal bedeutet in diesem Fall, dass die Zahlenfolge anders als mit 1 beginnt. Arsen Zahray entdeckte diese Hexagone der Ordnung 4 und 5:
|                 |                 |
| Order 4 M = 111 | Order 5 M = 244 |

Das Sechseck der Ordnung 4 beginnt mit 3 und endet mit 39, die Summe seiner Reihen beträgt 111. Das Sechseck der Ordnung 5 beginnt mit 6 und endet mit 66 und ergibt die Summe von 244.
Ein Sechseck der Ordnung 5, das mit 15 beginnt, mit 75 endet und die Summe 305 ergibt, ist dies:
Es gibt Sechsecke der Ordnung 5, die welche mit der Ordnung 3 enthalten. Die folgenden Abbildungen zeigen zwei Varianten, wobei die „X“ Platzhalter für Sechsecke der Ordnung 3 sind, die die Zahlenfolge vervollständigen. Das linke enthält das Sechseck mit der Summe 38 (Zahlen 1 bis 19) und das rechte ein Sechseck mit der Summe 0 (Zahlen −9 to 9).

### Magische Sechsecke der Ordnung 6
Ein Sechseck der Ordnung 6 ist unten zu sehen. Es wurde von Louis Hoelbling am 11. Oktober 2004 erstellt:
Es beginnt mit 21, endet mit 111, und seine Summe ist 546.

### Magische Sechsecke der Ordnung 7
Dieses magische Sechseck der Ordnung 7 wurde am 22. März 2006 von Arsen Zahray mit Hilfe von Simulated Annealing entdeckt:
Es beginnt mit 2, endet mit 128 und seine Summe ist 635.

### Magische Sechsecke der Ordnung 8
Ein magisches Sechseck der Ordnung 8 wurde von Louis K. Hoelbling am 5. Februar 2006 erstellt:
Es beginnt mit −84 und endet mit 84, und seine Summe ist 0.

### Magische Sechsecke der Ordnung 9
Ein magisches Sechseck der Ordnung 9 wurde von Klaus Meffert am 10. September 2024 mit Hilfe von Künstlicher Intelligenz (KI) gefunden:
Es beginnt mit −108 und endet mit 108, und seine Summe ist 0 (= magische Konstante M). Die Lösung wurde durch ein Python-Programm gefunden, das vom Autor erstellt wurde, wobei eine KI für kritische Teile des Codes als Code-Generator eingesetzt wurde. Die Rechenzeit betrug wenige Tage und wurde von wenigen Low Cost KI-Servern geleistet. Der Python-Code wurde durch einen Just-In-Time Compiler (JIT) optimiert.
In der Abbildung markieren dunklere Helligkeitswerte Waben mit höherem Einfluss auf andere Waben. So hat die zentrale Wabe in der Mitte des Hexagons (Wert 4) den größten Einfluss, nämlich auf 48 andere Waben (= 3 * 16, wobei 16 die Länge der drei Hauptdiagonalen ohne das Zentralfeld selbst (17-1) ist, die durch das Zentralfeld laufen). Je weiter außen sich eine Wabe befindet, desto weniger andere Waben sind von ihr abhängig, wie man durch einfaches Nachzählen leicht finden kann. Abhängig heißt, dass eine Veränderung des Wertes einer Wabe bedingt, dass die Zahlenwerte in den anderen (abhängigen) Waben ebenfalls angepasst werden müssen, damit die magische Konstante M für alle Diagonalen und Reihen identisch ist.

### Magische Sechsecke der Ordnung 10
Ein magisches Sechseck der Ordnung 10 wurde von Helge Keller am 2. März 2025 mit einem selbstgeschriebenen Python-Programm gefunden.
Grundlage war ein Programm, welches im Rahmen eines Programmierwettbewerbs von Al Zimmermann erstellt wurde. In diesem Wettbewerb wurden fast perfekte magische Sechsecke gesucht, welche mit den Zahlen 1 bis {\displaystyle 3n^{2}-3n+1} gefüllt sein müssen.
Neben dem magischen Sechseck der Ordnung 10 sind auch weitere berechnet worden, mindestens bis zur Ordnung 23.